# 高原郡
高原郡（コウォンぐん）は朝鮮民主主義人民共和国咸鏡南道に属する郡。

## 地理
咸鏡南道の南部に位置する。
北～東にかけて金野郡、西に水洞郡、南には江原道川内郡が接する。

## 行政区画
1邑・7労働者区・32里を管轄する。
| - 高原邑（コウォヌプ） - 浮来山労働者区（プレサンノドンジャグ） - 水洞労働者区（スドンノドンジャグ） - 長洞労働者区（チャンドンノドンジャグ） - 徳寺労働者区（トクサロドンジャグ） - 雲谷労働者区（ウンゴクノドンジャグ） - 八興労働者区（パルンノドンジャグ） - 院巨労働者区（ウォンゴロドンジャグ） - 郡內里（クンネリ） - 南興里（ナムンリ） - 多泉里（タチョンリ） - 徳池里（トクチリ） - 楽泉里（ラクチョルリ） - 龍坪里（リョンピョンニ） - 文下里（ムナリ） - 彌屯里（ミドゥルリ） - 山谷里（サンゴンニ） - 三坪里（サムピョンニ） - 上山里（サンサルリ） - 上坪里（サンピョンニ） - 城南里（ソンナムニ） | - 城內里（ソンネリ） - 松興里（ソンフンニ） - 松川里（ソンチョルリ） - 秀山里（スサンニ） - 新昌里（シンチャンニ） - 雲山里（ウンサンニ） - 雲興里（ウヌンリ） - 元峰里（ウォンボンニ） - 蔵糧里（チャンニャンニ） - 前灘里（チョンタンニ） - 竹田里（チュクチョンニ） - 中坪里（チャンピョンニ） - 泉城里（チョンソンニ） - 天乙里(チョヌルリ) - 杻田里（チュクチョンリ） - 豊南里（プンナムリ） - 下坪里（ハピョンニ） - 回坪里（フェピョンニ） - 黄松里（ファンソンニ） |

## 歴史
かつては現在の水洞郡を含んでいた。1952年に郡西部を水洞郡として分離した。

### 年表
この節の出典
- 1914年4月1日 - 郡面併合により、永興郡雲谷面が高原郡に編入、下鉢面の一部が徳源郡に編入。高原郡に以下の面が成立。(6面)
  - 下鉢面・郡内面・上山面・山谷面・水洞面・雲谷面
- 1939年 - 下鉢面が高原面に改称。(6面)
- 1943年10月1日 - 高原面が高原邑に昇格。(1邑5面)
- 1946年 - 高原邑が高原面に降格。(6面)
- 1952年12月 - 郡面里統廃合により、咸鏡南道高原郡高原面・上山面・郡内面および水洞面の一部、江原道文川郡明亀面・川内面の各一部地域をもって、咸鏡南道高原郡を設置。高原郡に以下の邑・里が成立。(1邑16里)
  - 高原邑・上坪里・中坪里・下坪里・郡内里・多泉里・松興里・上山里・南興里・弥屯里・新昌里・黄松里・松川里・豊南里・円峯里・楽泉里・錦水里
- 1953年12月 (1邑18里)
  - 下坪里の一部が分立し、文下里が発足。
  - 豊南里・円峯里の各一部が合併し、箭灘里が発足。
  - 下坪里の一部が南興里に編入。
  - 円峯里の一部が江原道川内郡龍楼里に編入。
  - 江原道川内郡亀浦里の一部が下坪里に編入。
- 1954年 - 豊南里の一部が箭灘里に編入。(1邑18里)
- 1972年 - 上坪里が浮来山労働者区に昇格。(1邑1労働者区17里)
- 1974年1月 - 水洞郡水洞邑・長洞労働者区・雲谷労働者区・山谷労働者区・院巨労働者区・秀山里・城南里・竹田里・八興労働者区・雲興里・天乙里・龍坪里・雲山里・館坪里・泉城里・蔵糧里・城内里・杻田里・三坪里・回坪里を編入。(1邑7労働者区31里)
  - 水洞邑が水洞労働者区に降格。
- 1974年5月 - 豊南里・箭灘里・円峯里・松興里および楽泉里の一部が江原道川内郡に編入。(1邑7労働者区27里)
- 1981年8月 - 江原道川内郡豊南里・箭灘里・円峯里・松興里を編入。(1邑7労働者区31里)
- 1981年末 - 山谷労働者区が山谷里に降格。(1邑6労働者区32里)
- 1983年 (1邑7労働者区32里)
  - 錦水里が徳池里に改称。
  - 水洞労働者区・長洞労働者区の各一部が合併し、徳寺労働者区が発足。
- 1986年8月 - 館坪里が耀徳郡に編入。(1邑7労働者区31里)
- 1990年12月 - 水洞労働者区・雲谷労働者区・長洞労働者区・八興労働者区・院巨労働者区・徳寺労働者区・杻田里・泉城里・龍坪里・城内里・三坪里・天乙里・雲興里・城南里・竹田里・山谷里・秀山里・雲山里・蔵糧里・回坪里が新設の水洞区に編入。(1邑1労働者区17里)
- 1995年12月 - 浮来山労働者区の一部が分立し、上坪里が発足。(1邑1労働者区18里)

## 交通
平羅線と江原線の分岐点があり、高原駅がそれである。
- 平羅線
  - 弥屯駅 - 傍花駅 - 浮来山駅 - 高原駅 - 玄興駅
- 金野線
  - 高原駅 - 前灘駅